# Honderd keer
Honderd keer is een lied van het Nederlandse zangduo Suzan & Freek. Het werd in 2022 als single uitgebracht.

## Achtergrond
Honderd keer is geschreven door Arno Krabman, Suzan Stortelder, Léon Palmen en Freek Rikkerink en geproduceerd door Arno Krabman. Het is een nederpoplied dat gaat over het zitten in de friendzone en de volgende stap nemen naar een liefdesrelatie. De zangeres van het duo omschreef de betekenis als "niet denken, maar doen". Het was het eerste nummer dat het duo uitbracht in een half jaar tijd, nadat het album Dromen in kleur in oktober 2021 was uitgebracht. Honderd keer is anno augustus 2023 niet op een album van Suzan & Freek te vinden. Op de B-kant van de single is een instrumentale versie van het lied te vinden. De single heeft in Nederland de platinastatus.

## Hitnoteringen
Het duo had succes met het lied in Nederland en in mindere mate in België. In de veertien weken dat het in de Top 40 stond, kwam het tot de derde plaats. Het is hiermee de tiende Top 40 hit van Suzan & Freek. Het piekte op de twaalfde plaats van de Nederlandse Single Top 100, waarin het 29 weken stond. Het was een week in de Vlaamse Ultratop 50 te vinden en het stond tijdens deze week op de 48e plaats.

### Nederlandse Top 40
| Hitnotering: 19-03-2022 t/m 18-06-2022 | Hitnotering: 19-03-2022 t/m 18-06-2022 | Hitnotering: 19-03-2022 t/m 18-06-2022 | Hitnotering: 19-03-2022 t/m 18-06-2022 | Hitnotering: 19-03-2022 t/m 18-06-2022 | Hitnotering: 19-03-2022 t/m 18-06-2022 | Hitnotering: 19-03-2022 t/m 18-06-2022 | Hitnotering: 19-03-2022 t/m 18-06-2022 | Hitnotering: 19-03-2022 t/m 18-06-2022 | Hitnotering: 19-03-2022 t/m 18-06-2022 | Hitnotering: 19-03-2022 t/m 18-06-2022 | Hitnotering: 19-03-2022 t/m 18-06-2022 | Hitnotering: 19-03-2022 t/m 18-06-2022 | Hitnotering: 19-03-2022 t/m 18-06-2022 | Hitnotering: 19-03-2022 t/m 18-06-2022 | Hitnotering: 19-03-2022 t/m 18-06-2022 |
| Week:                                  | 1                                      | 2                                      | 3                                      | 4                                      | 5                                      | 6                                      | 7                                      | 8                                      | 9                                      | 10                                     | 11                                     | 12                                     | 13                                     | 14                                     |                                        |
| -------------------------------------- | -------------------------------------- | -------------------------------------- | -------------------------------------- | -------------------------------------- | -------------------------------------- | -------------------------------------- | -------------------------------------- | -------------------------------------- | -------------------------------------- | -------------------------------------- | -------------------------------------- | -------------------------------------- | -------------------------------------- | -------------------------------------- | -------------------------------------- |
| Positie:                               | 24                                     | 8                                      | 4                                      | 3                                      | 4                                      | 7                                      | 8                                      | 12                                     | 12                                     | 12                                     | 12                                     | 16                                     | 21                                     | 35                                     | uit                                    |

### NederlandseSingle Top 100
| Hitnotering: 19-03-2022 t/m 01-10-2022 | Hitnotering: 19-03-2022 t/m 01-10-2022 | Hitnotering: 19-03-2022 t/m 01-10-2022 | Hitnotering: 19-03-2022 t/m 01-10-2022 | Hitnotering: 19-03-2022 t/m 01-10-2022 | Hitnotering: 19-03-2022 t/m 01-10-2022 | Hitnotering: 19-03-2022 t/m 01-10-2022 | Hitnotering: 19-03-2022 t/m 01-10-2022 | Hitnotering: 19-03-2022 t/m 01-10-2022 | Hitnotering: 19-03-2022 t/m 01-10-2022 | Hitnotering: 19-03-2022 t/m 01-10-2022 | Hitnotering: 19-03-2022 t/m 01-10-2022 | Hitnotering: 19-03-2022 t/m 01-10-2022 | Hitnotering: 19-03-2022 t/m 01-10-2022 | Hitnotering: 19-03-2022 t/m 01-10-2022 | Hitnotering: 19-03-2022 t/m 01-10-2022 | Hitnotering: 19-03-2022 t/m 01-10-2022 | Hitnotering: 19-03-2022 t/m 01-10-2022 | Hitnotering: 19-03-2022 t/m 01-10-2022 | Hitnotering: 19-03-2022 t/m 01-10-2022 | Hitnotering: 19-03-2022 t/m 01-10-2022 |
| Week:                                  | 1                                      | 2                                      | 3                                      | 4                                      | 5                                      | 6                                      | 7                                      | 8                                      | 9                                      | 10                                     | 11                                     | 12                                     | 13                                     | 14                                     | 15                                     | 16                                     | 17                                     | 18                                     | 19                                     | 20                                     |
| -------------------------------------- | -------------------------------------- | -------------------------------------- | -------------------------------------- | -------------------------------------- | -------------------------------------- | -------------------------------------- | -------------------------------------- | -------------------------------------- | -------------------------------------- | -------------------------------------- | -------------------------------------- | -------------------------------------- | -------------------------------------- | -------------------------------------- | -------------------------------------- | -------------------------------------- | -------------------------------------- | -------------------------------------- | -------------------------------------- | -------------------------------------- |
| Positie:                               | 12                                     | 17                                     | 15                                     | 14                                     | 15                                     | 14                                     | 16                                     | 14                                     | 15                                     | 18                                     | 22                                     | 23                                     | 28                                     | 31                                     | 34                                     | 42                                     | 44                                     | 63                                     | 73                                     | 82                                     |
| Week:                                  | 21                                     | 22                                     | 23                                     | 24                                     | 25                                     | 26                                     | 27                                     | 28                                     | 29                                     |                                        |                                        |                                        |                                        |                                        |                                        |                                        |                                        |                                        |                                        |                                        |
| Positie:                               | 90                                     | 94                                     | 94                                     | 98                                     | 99                                     | 85                                     | 99                                     | 100                                    | 97                                     | uit                                    |                                        |                                        |                                        |                                        |                                        |                                        |                                        |                                        |                                        |                                        |

### NPO Radio 2 Top 2000
Honderd keer stond alleen in 2023 in de NPO Radio 2 Top 2000, op plek 1580.